# 伊予河野氏の蜂起
伊予河野氏の蜂起（いよかわのしのほうき）は、平安時代末期、治承4年（1180年）12月から翌年正月にかけて伊予国の豪族河野氏が起こした平氏政権への反乱。治承・寿永の乱の戦いの一つ。

## 経過
治承4年（1180年）12月、伊予国の豪族河野通清が、九州の菊池氏らによる反乱（鎮西反乱）などと呼応して高縄山城（愛媛県松山市）で反平氏の兵を挙げ、平維盛の目代を追放した。
平家方である備後国の住人奴可入道西寂（沼賀高信）が討伐軍として伊予国へ攻め寄せ、通清は翌養和元年初めころ、高縄城で敗死した（通清の戦死は『吉記』によれば養和元年8月）。通清が討たれた時、子の通信は母方の伯父である安芸の奴田次郎のところ（広島県三原市）にいた。
西寂は四国の反乱を平定したのち、養和元年（1181年）正月15日に備後国鞆へ押し渡り、酒宴を開いて遊女と遊び戯れていたところ、死を覚悟した通信が武士百余人を率いて急襲した。不意を突かれた西寂は生け捕られ、通信は父の仇である西寂を伊予国の高縄城へ連れて行き、鋸で首を斬ったとも磔にしたともいう（『平家物語』巻六「飛脚到来」）。
通信はその後もゲリラ戦を展開して阿波国の田口成直を伊予国喜多郡比志城（大洲市）に撃破して主導権を握った。海の武士である河野氏はその機動力を生かし、安芸国の沼田氏や豊後国の緒方惟栄・臼杵氏らと九州武士とも連携し、備前国まで出陣して平氏への抵抗を続けた。寿永3年（1184年）2月には平通盛・平教経らの攻略を受けて多くの郎党を失う打撃を受けたという。
その後、通信は元暦2年（1185年）2月の屋島の戦い、続く壇ノ浦の戦いで軍船を率いて源氏方に加わって活躍し、のちに鎌倉幕府の御家人となる。

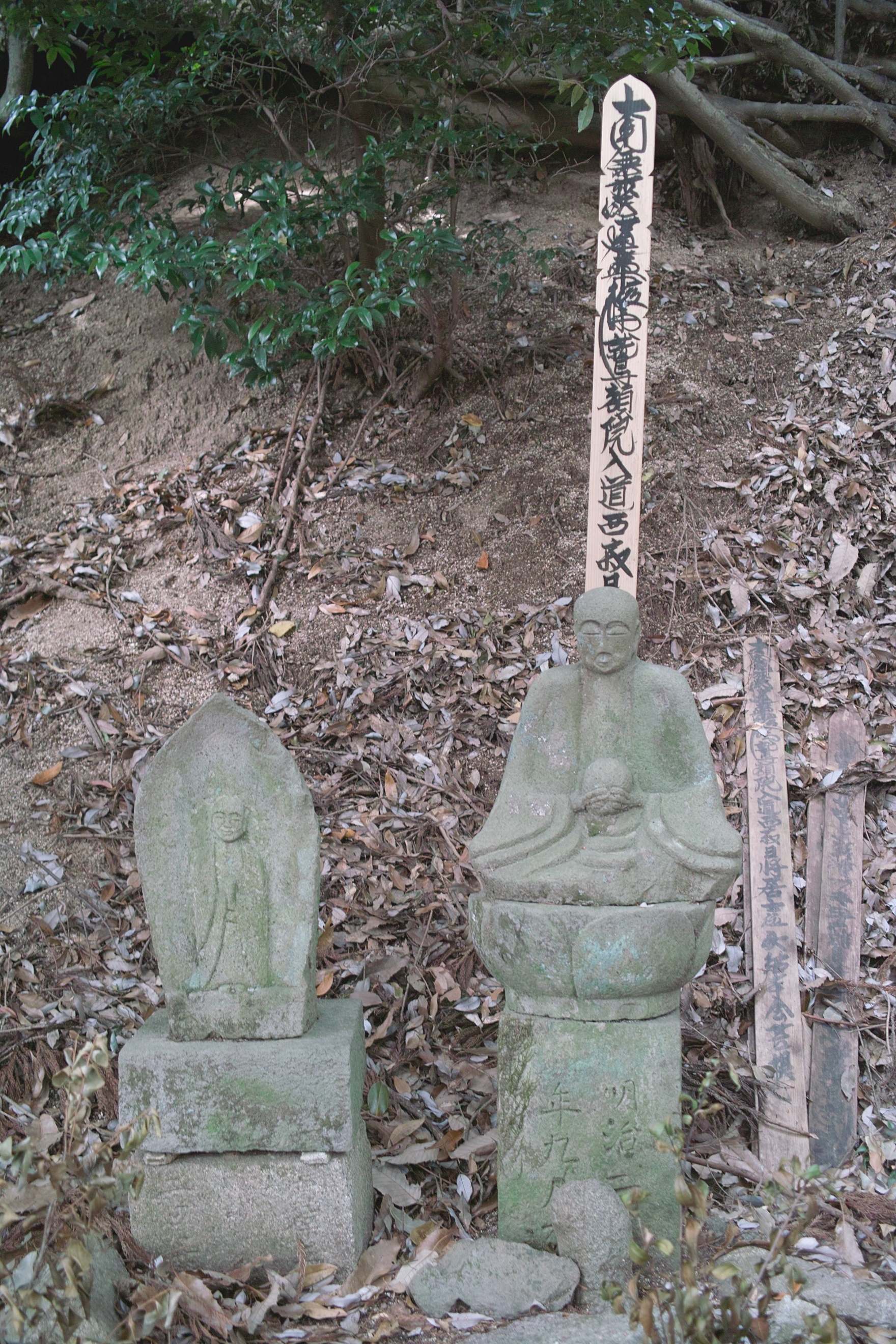
甲森塚（額入道西寂首塚）